# Hacienda de la Bolsa
Hacienda de la Bolsa es una localidad del estado mexicano de Guanajuato. Es parte del municipio de Jaral del Progreso.

## Demografía
| Gráfica de evolución demográfica |
|                                  |

| Censo | Población |
| ----- | --------- |
| 1921  | 199       |
| 1930  | 290       |
| 1940  | 247       |
| 1950  | 360       |
| 1960  | 589       |
| 1970  | 769       |
| 1980  | 471       |
| 1990  | 980       |
| 2000  | 1 211     |
| 2010  | 1 296     |
| 2020  | 1 321     |